# Luigi Boccherini
Ridolfo Luigi Boccherini (Lucca, Ý, 19 tháng 1 năm 1743 – Madrid, Tây Ban Nha, 28 tháng 5 năm 1805) là nhà soạn nhạc người Ý trong thời chuyển giao giữa hai thời kỳ âm nhạc Baroque và Cổ điển. Ông còn là tay chơi đàn cello nổi tiếng. Tác phẩm nổi tiếng của ông là bản ngũ tấu dành cho đàn dây trên cung Mi trưởng Op. 11, No. 5 (G 275) và bản concerto dành cho cello trên cung Si giáng trưởng (G.482).

## Tiểu sử

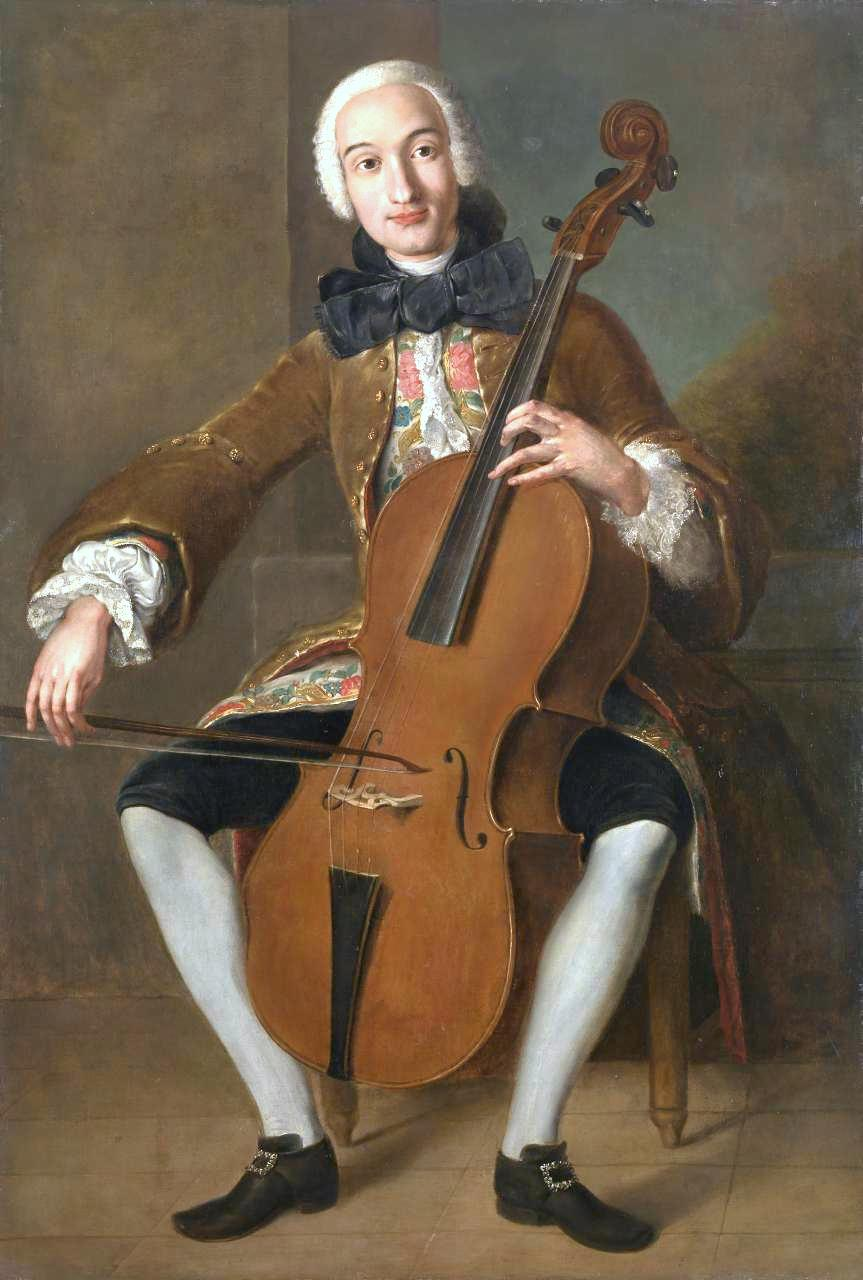
Luigi Boccherini chơi cello. Pompeo Batoni (c. 1764–1767)

Boccherini được sinh ra ở Lucca, Italia, trong một gia đình âm nhạc. Lúc nhỏ ông học từ cha mình. Năm 1757 họ cùng đi đến Viên, nơi họ được tuyển dụng bởi cung đình như nhạc sĩ tại nhà hát Burgtheater. Năm 1761 Boccherini đi đến Madrid, nơi ông đã làm việc cho Luis của Tây Ban Nha, em trai của vua Carlos III của Tây Ban Nha. Ở đó, ông phát triển mạnh mẽ dưới sự bảo trợ của hoàng gia, cho đến một ngày khi nhà vua bày tỏ sự không hài lòng của mình về một đoạn trong một trio mới và ra lệnh cho Boccherini thay đổi nó. Nhà soạn nhạc, chắc chắn là khó chịu với sự xâm lấn này vào nghệ thuật của mình, đã cho lặp lại đoạn nhạc, điều này dẫn đến việc ông bị sa thải ngay lập tức. Sau đó, ông cùng với Don Luis đến Arenas de San Pedro, một thị trấn nhỏ ở vùng núi Gredos; ở đó và ở thị trấn gần nhất của Candeleda, Boccherini đã viết nhiều tác phẩm nổi tiếng nhất của ông.
Ông là nghệ sĩ cello và nghệ sĩ thổi sáo nghiệp dư dưới sự bảo trợ của lãnh sự Pháp Lucien Bonaparte và Vua Friedrich Wilhelm II của Phổ. Boccherini rơi vào thời kỳ khó khăn sau cái chết của người bảo trợ, hai người vợ, hai con gái và ông đã chết trong nghèo đói ở Madrid vào năm 1805, ông có hai con trai sống sót và tiếp tục dòng dõi cho đến ngày nay ở Tây Ban Nha.

## Tác phẩm
Phần lớn âm nhạc thính phòng của ông chịu ảnh hưởng bởi Joseph Haydn; tuy nhiên, Boccherini thường được tin là nâng mô hình của Haydn trong tứ tấu đàn dây bằng cách đưa cello nổi bật lên, trong khi Haydn đã thường xuyên chuyển xuống cho một vai trò đệm. Thay vào đó, một số nguồn tin cho rằng phong cách của Boccherini ảnh hưởng bởi nghệ sĩ cello nổi tiếng người Ý trước đó là Giovanni Battista Cirri. Như là một nghệ sĩ cello bậc thầy, ông nhận được nhiều lời khen ngợi từ những người đương thời của ông (đặc biệt là Pierre Baillot, Pierre Rode và Bernhard Romberg).
Ông đã viết một số lượng lớn về âm nhạc thính phòng, trong đó có hơn một trăm string quintet cho hai violin, viola và hai cello; 12 quintet cho guitar; ít nhất có 19 trio và sonata cho cello. Âm nhạc cho dàn nhạc của ông bao gồm khoảng 30 bản nhạc giao hưởng và 12 concerto cho cello.
Phong cách của Boccherini đặc trưng bởi nét Rococo, nhẹ nhàng và lạc quan. Bị lãng quên sau khi ông qua đời, các tác phẩm của ông dần được khám phá kể từ cuối thế kỷ 20.

## Media
| Sonata for Two Cellos in C Major, 1st movement Allegro moderato    |
|                                                                    |
| Alisa Weilerstein and Sujari Britt at the White House (2009-11-04) |

| Sonata for Two Cellos in C Major, 1st movement Allegro moderato |
|                                                                 |
| Audio only version                                              |

| String Quintet op.27 No 3, first movement                          |
|                                                                    |
| Performed by Jacques Lochet, violin and synthesizer (October 2001) |

| String Quintet op.27 No 3, second movement                         |
|                                                                    |
| Performed by Jacques Lochet, violin and synthesizer (October 2001) |

| String Quintet op.27 No 1, first movement                           |
|                                                                     |
| Performed by Jacques Lochet, violin and synthesizer (November 2001) |

| String Quintet op.27 No 1, second movement                          |
|                                                                     |
| Performed by Jacques Lochet, violin and synthesizer (November 2001) |

| String Quintet Op10 No5, third movement                    |
|                                                            |
| Performed by Jacques Lochet, violin and synthesizer (2001) |

| String Quintet Op62 No4, first movement                    |
|                                                            |
| Performed by Jacques Lochet, violin and synthesizer (2001) |

| String Quintet Op62 No4, second movement                   |
|                                                            |
| Performed by Jacques Lochet, violin and synthesizer (2001) |

| String Quintet Op62 No4, third movement                    |
|                                                            |
| Performed by Jacques Lochet, violin and synthesizer (2001) |

| String Quintet Op62 No4, fourth movement                   |
|                                                            |
| Performed by Jacques Lochet, violin and synthesizer (2001) |

| String Quintet Op11 No1, first movement                    |
|                                                            |
| Performed by Jacques Lochet, violin and synthesizer (2001) |

| String Quintet Op11 No1, second movement                   |
|                                                            |
| Performed by Jacques Lochet, violin and synthesizer (2001) |

| String Quintet Op11 No1, third movement                    |
|                                                            |
| Performed by Jacques Lochet, violin and synthesizer (2001) |

| String Quintet Op11 No3, first movement                    |
|                                                            |
| Performed by Jacques Lochet, violin and synthesizer (2002) |

| String Quintet Op11 No3, second movement                   |
|                                                            |
| Performed by Jacques Lochet, violin and synthesizer (2002) |

| String Quintet Op11 No3, third movement                    |
|                                                            |
| Performed by Jacques Lochet, violin and synthesizer (2002) |

| String Quintet Op11 No3, fourth movement                   |
|                                                            |
| Performed by Jacques Lochet, violin and synthesizer (2002) |

| String Quintet op.11 No 2, first movement                  |
|                                                            |
| Performed by Jacques Lochet, violin and synthesizer (2001) |

| String Quintet op.11 No 2, second movement                 |
|                                                            |
| Performed by Jacques Lochet, violin and synthesizer (2001) |

| String Quintet op.11 No 2, third movement                  |
|                                                            |
| Performed by Jacques Lochet, violin and synthesizer (2001) |

| String Quintet op.11 No 2, fourth movement                 |
|                                                            |
| Performed by Jacques Lochet, violin and synthesizer (2001) |

| String Quintet op.13 No 1, first movement                  |
|                                                            |
| Performed by Jacques Lochet, violin and synthesizer (2002) |

| String Quintet op.13 No 1, second movement                 |
|                                                            |
| Performed by Jacques Lochet, violin and synthesizer (2002) |

| String Quintet op.13 No 1, third movement                  |
|                                                            |
| Performed by Jacques Lochet, violin and synthesizer (2002) |

| String Quintet op.13 No 1, fourth movement                 |
|                                                            |
| Performed by Jacques Lochet, violin and synthesizer (2002) |

| String Quintet op.18 No 1, first movement                  |
|                                                            |
| Performed by Jacques Lochet, violin and synthesizer (2002) |

| String Quintet op.18 No 1, second movement                 |
|                                                            |
| Performed by Jacques Lochet, violin and synthesizer (2002) |

| String Quintet op.18 No 1, third movement                  |
|                                                            |
| Performed by Jacques Lochet, violin and synthesizer (2002) |

| String Quintet op.18 No 1, fourth movement                 |
|                                                            |
| Performed by Jacques Lochet, violin and synthesizer (2002) |

| String Quintet op.18 No 4, first movement              |
|                                                        |
| Performed by Jacques Lochet, violin and sampler (2006) |

| String Trio op.6 No 4, first movement FIRST RECORDING       |
|                                                             |
| Performed by Jacques Lochet, violin and synthesiserr (2013) |

| String Trio op.6 No 4, second movement FIRST RECORDING      |
|                                                             |
| Performed by Jacques Lochet, violin and synthesiserr (2013) |

| String Trio op.6 No 4, third movement FIRST RECORDING       |
|                                                             |
| Performed by Jacques Lochet, violin and synthesiserr (2013) |